# Roger Ayrault
Roger Ayrault (né le 12 juillet 1900 à Maringues et mort le 14 mars 1985 à Paris 15e) est un germaniste français, spécialiste de Heinrich von Kleist et du romantisme allemand. Il est notamment connu pour son ouvrage La Genèse du romantisme allemand. 

## Biographie

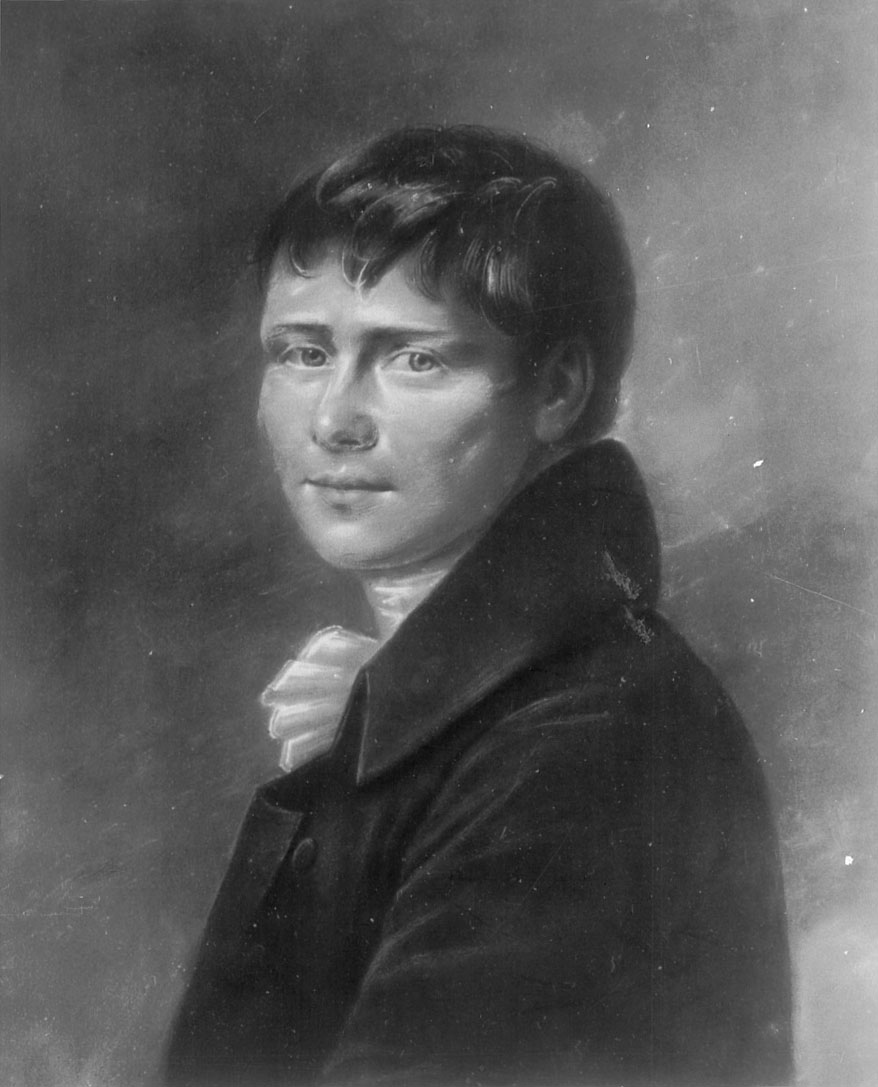
Heinrich von Kleist

Après des études à Clermont-Ferrand, Bonn et Strasbourg, Ayrault est pensionnaire de l'Institut français de Berlin de 1931 à 1933. Il soutient une thèse d'État intitulée La Légende de Heinrich von Kleist, un poète devant la critique en 1934, à la Sorbonne. 

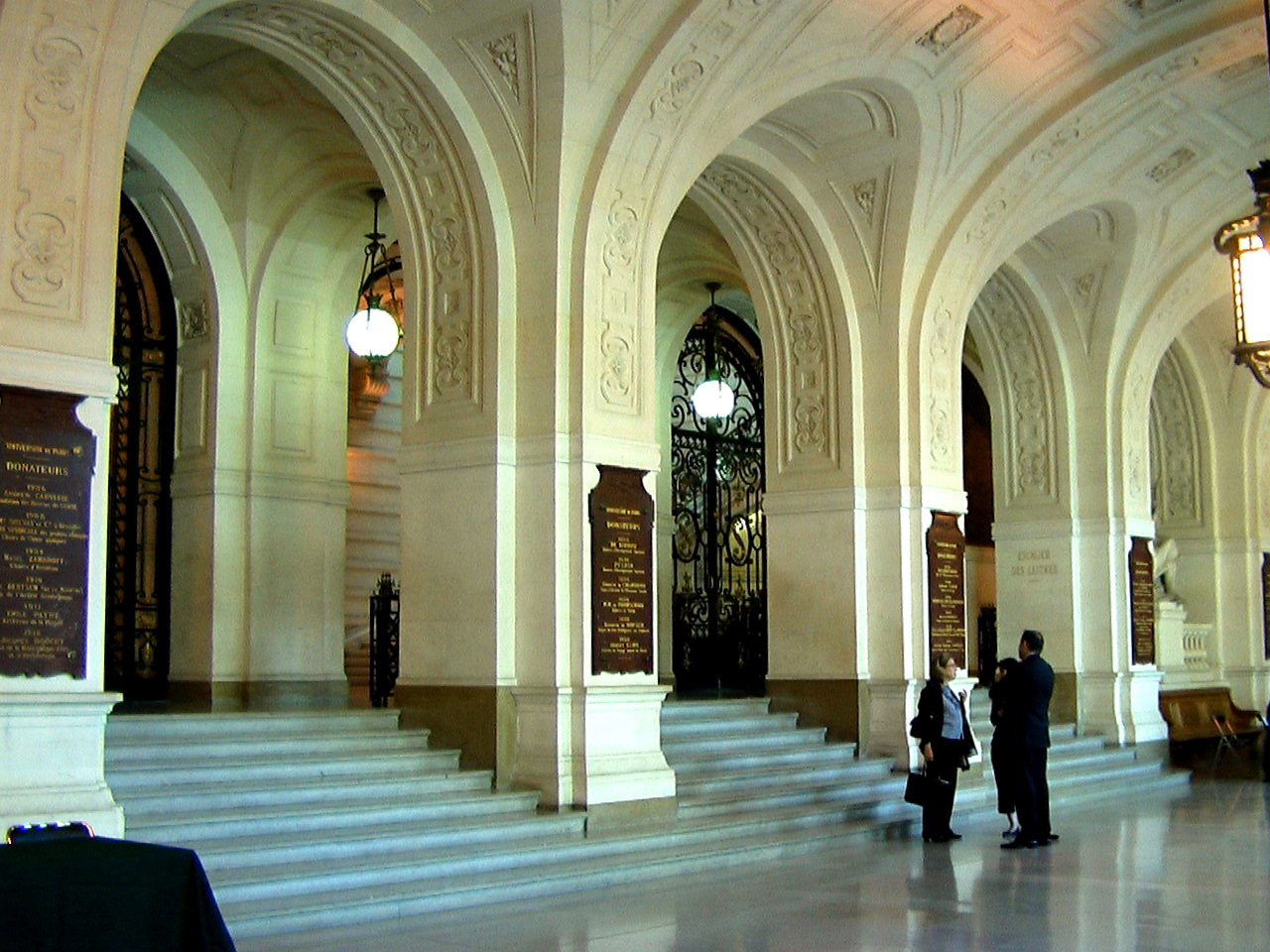
Sorbonne - Hall entrée 2

Son ami Pierre Bertaux écrit à ce propos : « Le lendemain 30 juin 1934, date historique, j'assistais à la soutenance de thèse en Sorbonne de Roger Ayrault qui s'était consacré à Kleist comme moi je me consacrais à Hölderlin. Au milieu de la soutenance, il y eut un entracte. Le bruit se répandait dans les couloirs de la Sorbonne qu'effectivement il se passait quelque chose en Allemagne. On apprenait peu à peu le coup de force d'Hitler... ».

Roger Ayrault exerce des fonctions d'enseignement à Rennes (1937), puis à Besançon à partir de 1938. En 1959, il est nommé à la Sorbonne où il retrouve Pierre Bertaux.

## La Genèse du romantisme allemand
Lorsqu'il publie en 1976 le quatrième et dernier tome de La Genèse du romantisme allemand, écrit Marie-Claire Hoock-Demarle, Roger Ayrault « achève et parachève une œuvre de longue haleine » qui s'étend sur une quinzaine d'années. Dans la recension du quatrième tome (deuxième volet sur plus précisément la période 1797-1804), M.-C. Hoock-Demarle est amenée à constater « la continuité voulue » par son auteur de cette somme (2000 pages et plus) concernant le romantisme allemand :  pour être compris, le quatrième tome de l'œuvre exige la lecture ou la relecture  des trois tomes précédents, tandis que la fluidité apparente du récit n'empêche pas  qu'il soit rigoureusement structuré. Ayrault analyse comment, dès le milieu du XVIIIe siècle (tomes I et II sur la « situation spirituelle de l'Allemagne dans la deuxième moitié du XVIIIe siècle »), diverses crises « contribuent tant sur le plan politique, philosophique, religieux qu'esthétique, à la formation du mouvement romantique ».
Le tome IV traite notamment du premier romantisme, de ses réponses apportées dans les domaines de la philosophie de la nature et de la conception de l'Etat. Ayrault insiste beaucoup sur l'importance de Friedrich Schlegel, individu complexe et « le plus bouillonnant des romantiques de cette période », non sans avoir « passé en revue tous les auteurs et collaborateurs du groupe, Novalis, Tieck, Wackenroder, Schleiermacher, Schelling, etc. ». Chez ces premiers romantiques, il est aussi traité de l'ironie (le Witz), des conceptions religieuses, des problèmes esthétiques, de la métaphysique, et sans cesse de l'absolu de la poésie.
Roger Ayrault observe dans le groupe des premiers romantiques allemands une nouvelle sociabilité, où la femme joue un rôle important : Friedrich Schlegel consacre certains de ses écrits à « la femme nouvelle » (Essai sur Diotima, Lucinde), tandis que des œuvres sont écrites par des femmes comme Le Florentin de Dorothea Schlegel.

Des Romantiques allemands
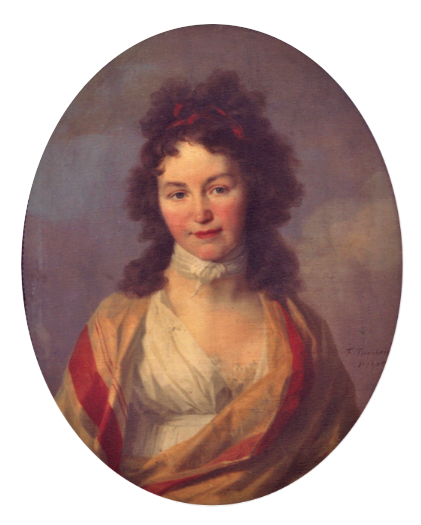
Caroline Schelling
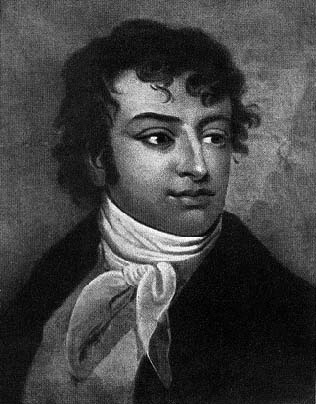
August Wilhelm Schlegel
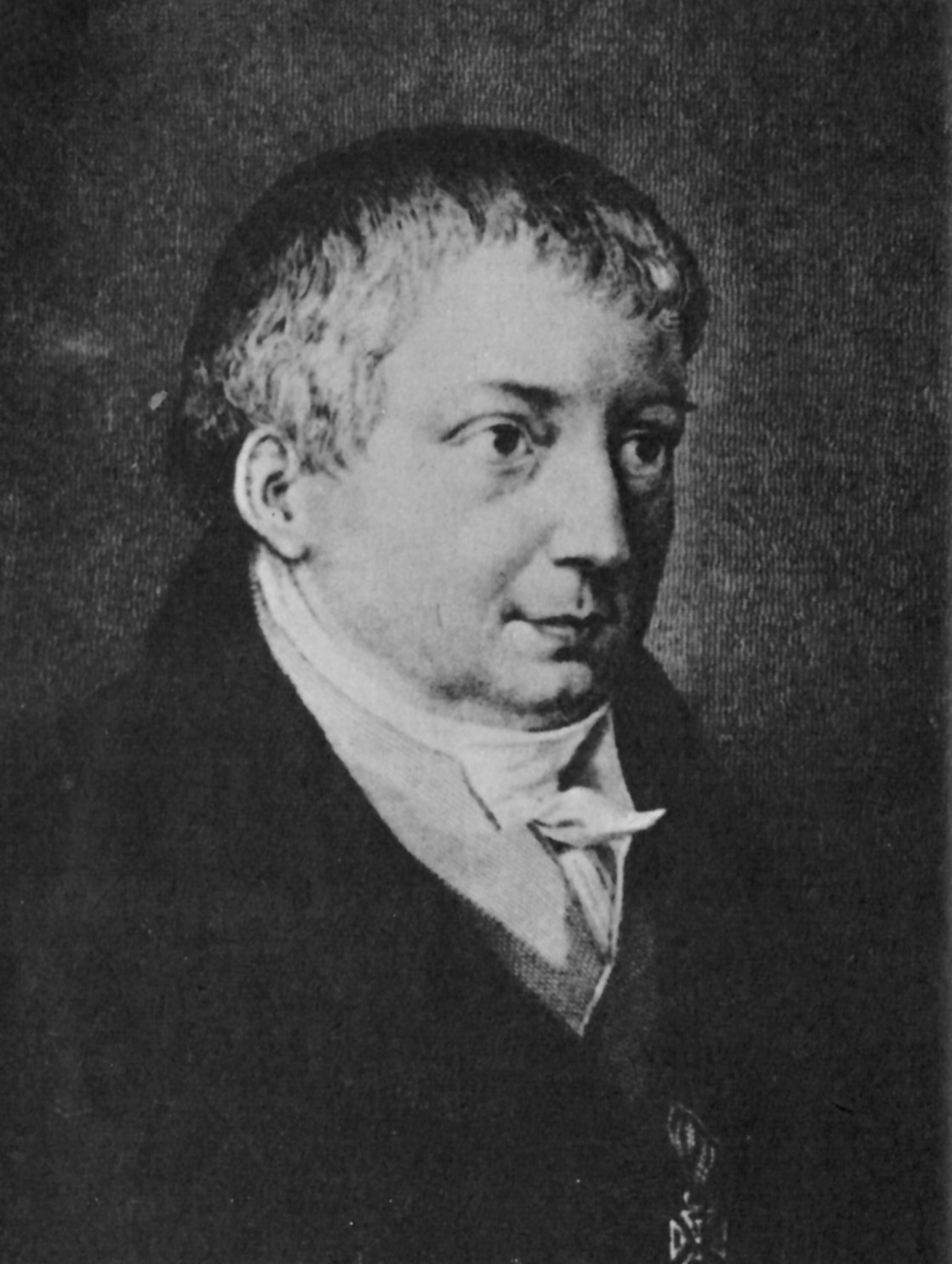
Friedrich Schlegel
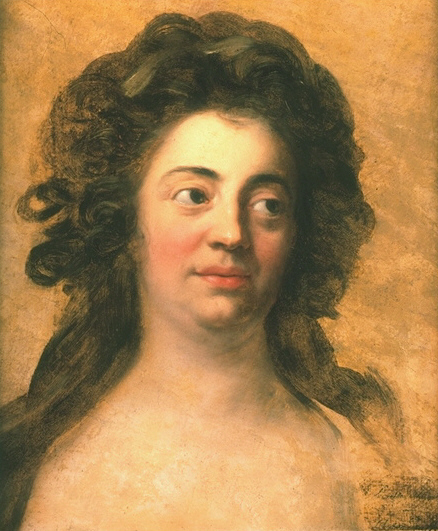
Dorothea Schlegel
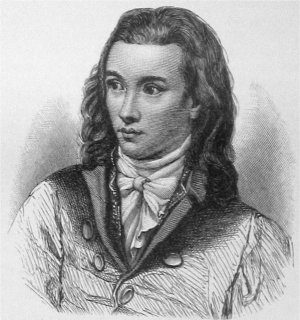
Novalis
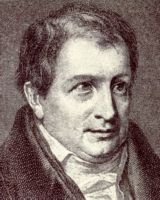
Ludwig Tieck

## Œuvres

### Ouvrages
- Heinrich von Kleist, Paris, Nizet et Bastard, 1934, 588 p.
- La Légende de H. von Kleist. Un poète devant la critique, Paris, Nizet et Bastard, 1934, 118 p.
- La Genèse du romantisme allemand, Paris, Aubier Montaigne 1961-1976, 4 tomes :
  - Tome 1. I. Situation spirituelle de l'Allemagne dans la deuxième moitié du XVIIIe siècle, 1961, 382 p.;
  - Tome 2. II. Situation spirituelle de l'Allemagne dans la deuxième moitié du XVIIIe siècle,1961, 782 p.;
  - Tome 3. I. 1797-1804 [Baader, Brentano, Hülsen, Novalis, Ritter, Schelling, Steffens, les Schlegel : August Wilhelm, Caroline, Dorothéa, Friedrich, Schleiermacher, Tieck, Wackenroder], 1969, 572 p. ;
  - Tome 4. II. 1797-1804 [Baader, Brentano, Hülsen, Novalis, Ritter, Schelling, Steffens, les Schlegel : August Wilhelm, Caroline, Dorothéa, Friedrich, Schleiermacher, Tieck, Wackenroder], 1976, 573 p.,  (ISBN 2-7007-0051-1) .

### Traductions
- Goethe, Poésies (2 vol.)
- Heinrich von Kleist :
  - Penthésilée, Paris, Fernand Aubier - Éditions Montaigne, 1938.
  - La Cruche cassée (Der zerbrochene Krug), Paris, Aubier, 1943.